# John Rabe

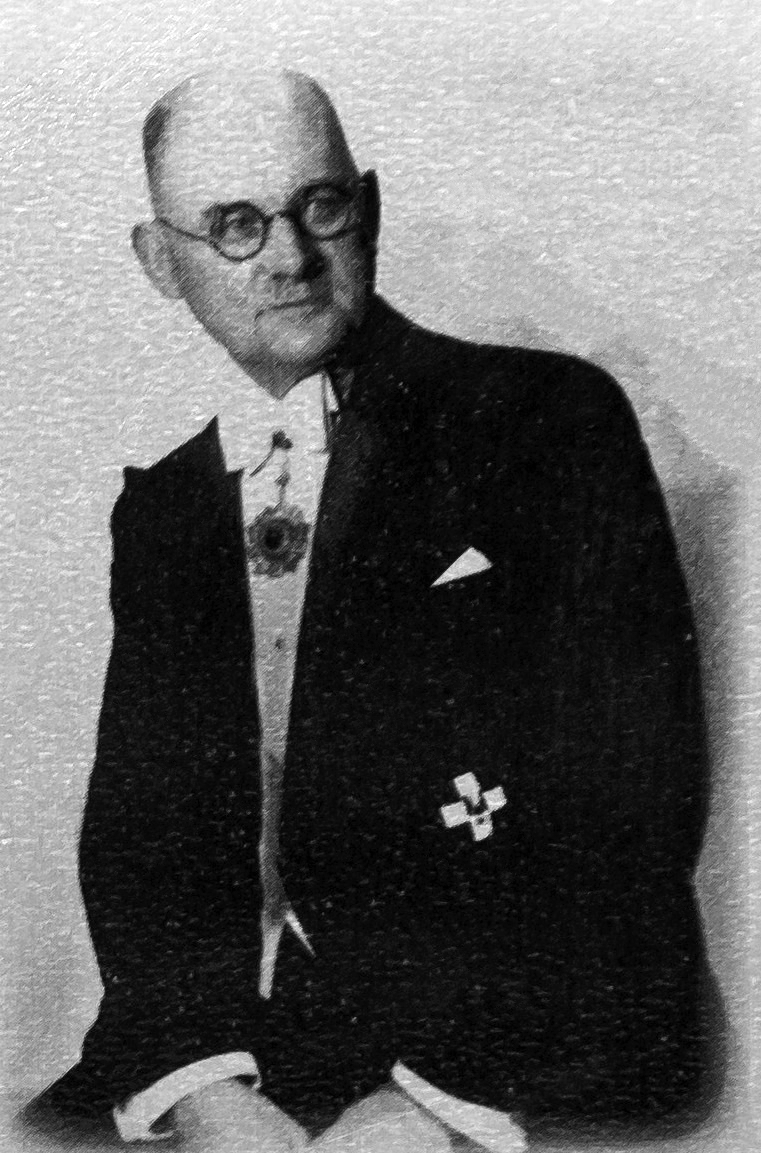
John Rabe

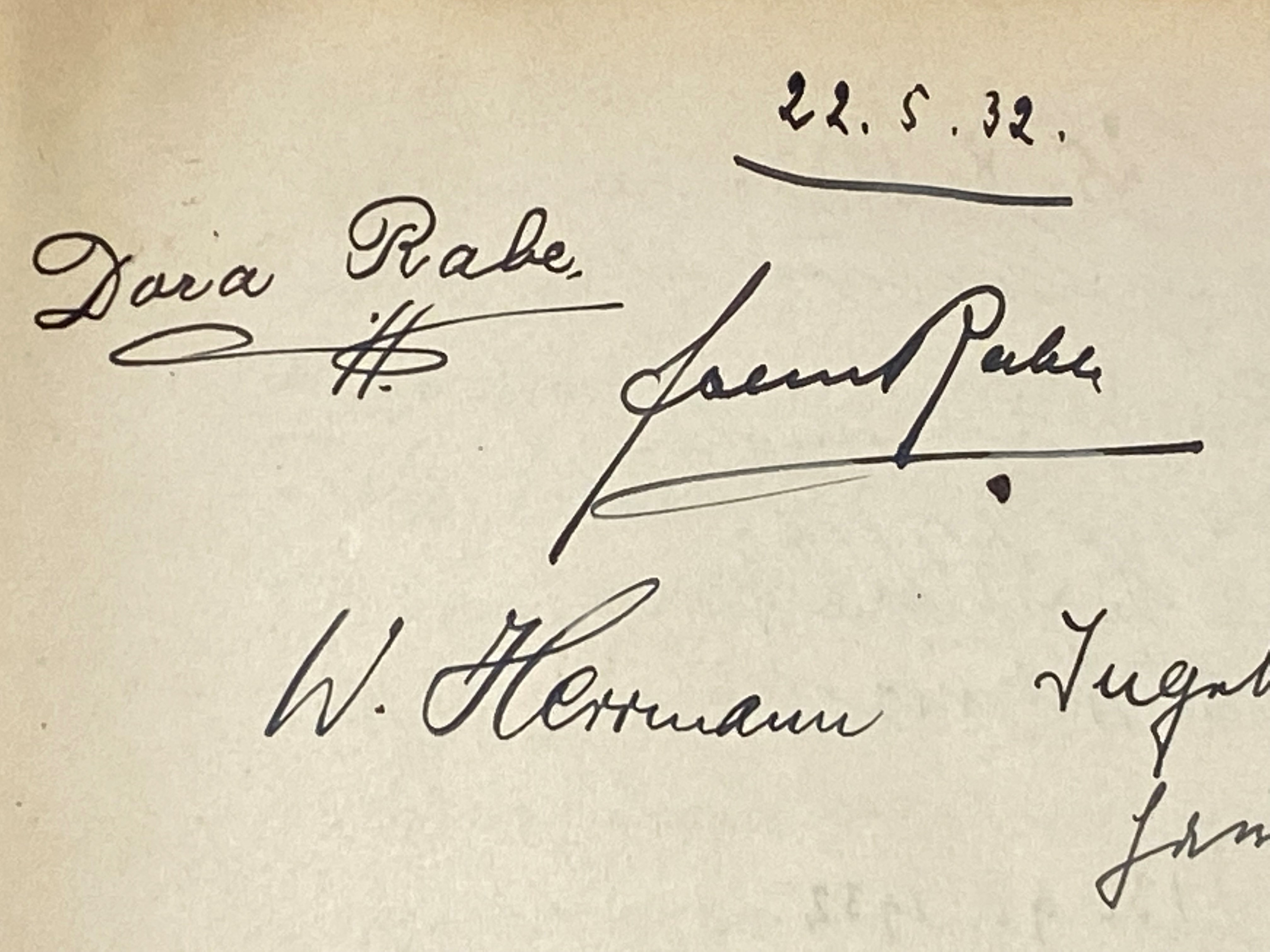
Eigenhändige Unterschriften John und Dora Rabe, Nanjing, 22. Mai 1932.

John Heinrich Detlef Rabe (* 23. November 1882 in Hamburg; † 5. Januar 1950 in Berlin) war ein deutscher Kaufmann. Er wird wegen seiner humanitären Verdienste um die chinesische Zivilbevölkerung im Zweiten Japanisch-Chinesischen Krieg auch als der „Oskar Schindler Chinas“, in US-amerikanischen Quellen als der „zweite Schindler“ und von Chinesen als der „deutsche lebende Buddha“ oder „der gute Deutsche von Nanking“ bezeichnet.

## Leben
John Rabe wurde 1882 in Hamburg geboren. Seine Eltern waren der Schiffsschreiber Marcus Rabe (1846–1898) und Anna Cäcilie Kölln. Er machte eine kaufmännische Lehre, arbeitete von 1903 bis 1906 in Afrika und ging 1908 nach China.

### Siemens-Repräsentant in Nanjing

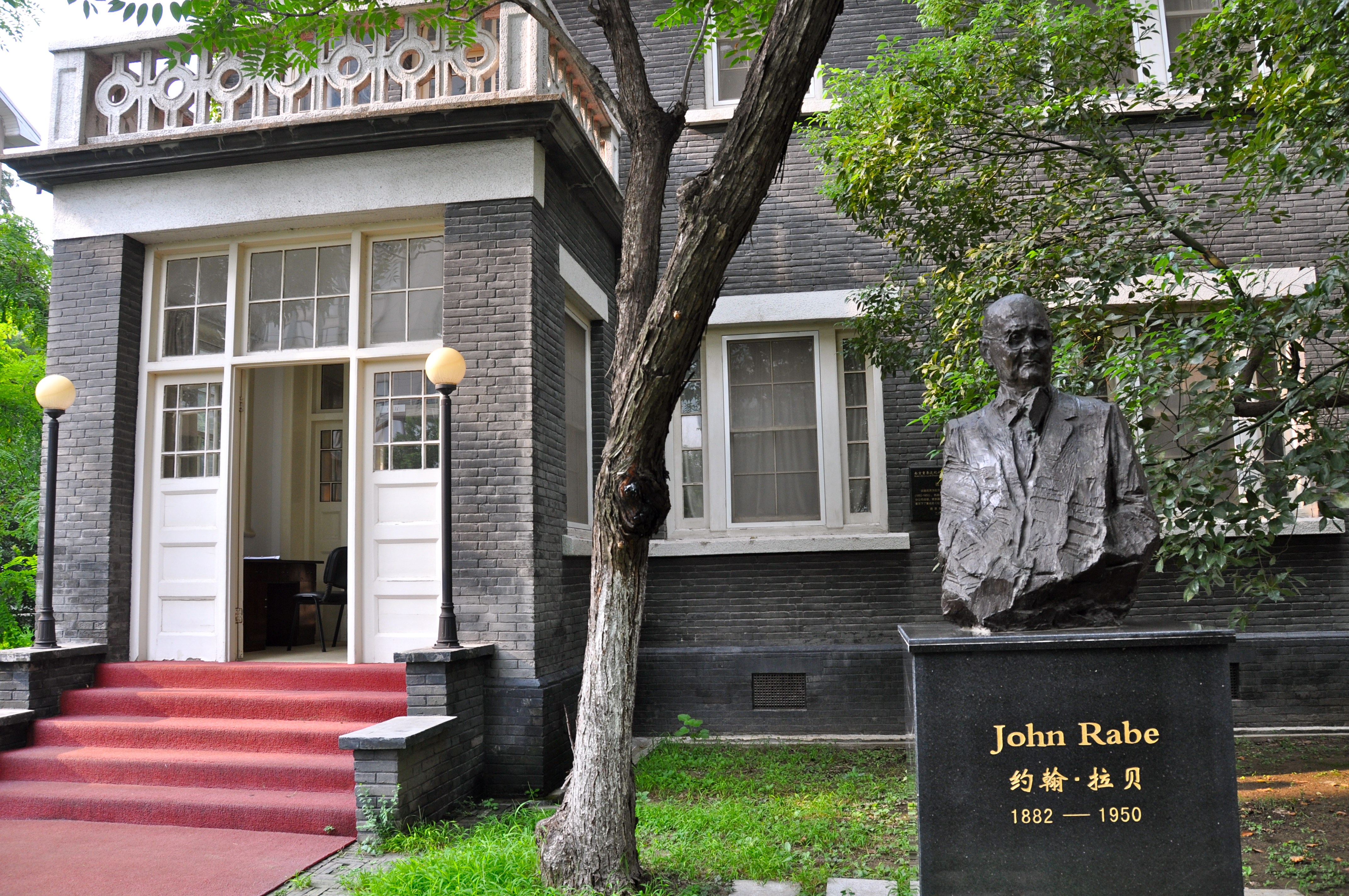
Denkmal vor John Rabes Haus in Nanjing (China)

In China arbeitete Rabe von 1911 bis 1938 bei der Siemens China Co., einer Tochtergesellschaft des Siemens & Halske-Konzerns. Ab 1931 war er Geschäftsführer der Siemens & Halske-Niederlassung in Nanjing, der damaligen Hauptstadt der Republik China. Zum 1. März 1934 trat er der NSDAP bei (Mitgliedsnummer 3.401.106).
Rabe setzte sich während des Massakers von Nanking (alte Schreibweise von Nanjing) 1937/38 für die Errichtung einer etwa zwei mal zwei Kilometer großen Schutzzone ein, um der chinesischen Zivilbevölkerung Schutz vor den japanischen Soldaten zu bieten. Damit rettete er mehr als 200.000 Chinesen das Leben.
Neben der Schutzzone ließ Rabe auf seinem Grundstück eine drei mal sechs Meter große Hakenkreuzfahne aufspannen, um die japanischen Piloten von der Bombardierung seines Hauses abzuhalten. Der Plan schien aufgrund des deutsch-japanischen Bündnisses (Antikominternpakt) aufzugehen. Zu dem Umstand, dass sich Flüchtlinge nachts unter der Fahne schlafen legten, schrieb er in sein Tagebuch: „Dieser Platz gilt als bombensicher.“
Nachdem die Stadt wenige Monate nach Ausbruch des japanisch-chinesischen Krieges am 12. Dezember 1937 eingenommen worden war, richteten die japanischen Truppen ein Blutbad an. Über mehr als acht Wochen hinweg kam es zu Massenexekutionen sowie systematischen Vergewaltigungen. Schätzungen gehen von mindestens 300.000 Todesopfern aus.
Die in der Stadt verbliebenen Ausländer versuchten den chinesischen Einwohnern zu helfen, indem sie eine Sicherheitszone aufbauten. John Rabe wurde zum Vorsitzenden des Internationalen Komitees für die Nanjing Sicherheitszone gewählt (ursprünglich 16 Mitglieder, wovon sieben die Stadt bei Beginn der Belagerung verließen; übrig blieben drei deutsche Geschäftsleute und sechs amerikanische Missionare). Man hatte gehofft, er als Deutscher und vor allem als NSDAP-Mitglied könne auf das japanische Militär Einfluss nehmen. Es hatte jedoch wenig Wirkung. 250.000 Menschen konnten nur zeitweise Unterschlupf innerhalb der etwa 4 km² großen Schutzzone finden. Rabe selbst nahm in seinem Einfamilienhaus und auf seinem Grundstück (500 m²) mehr als 650 Menschen auf. Sein Mut, sein unermüdlicher Einsatz und seine Großzügigkeit brachten ihm die Verehrung der chinesischen Bevölkerung ein („Du hast das Herz eines lebenden Buddhas“).

### Rückkehr nach Berlin

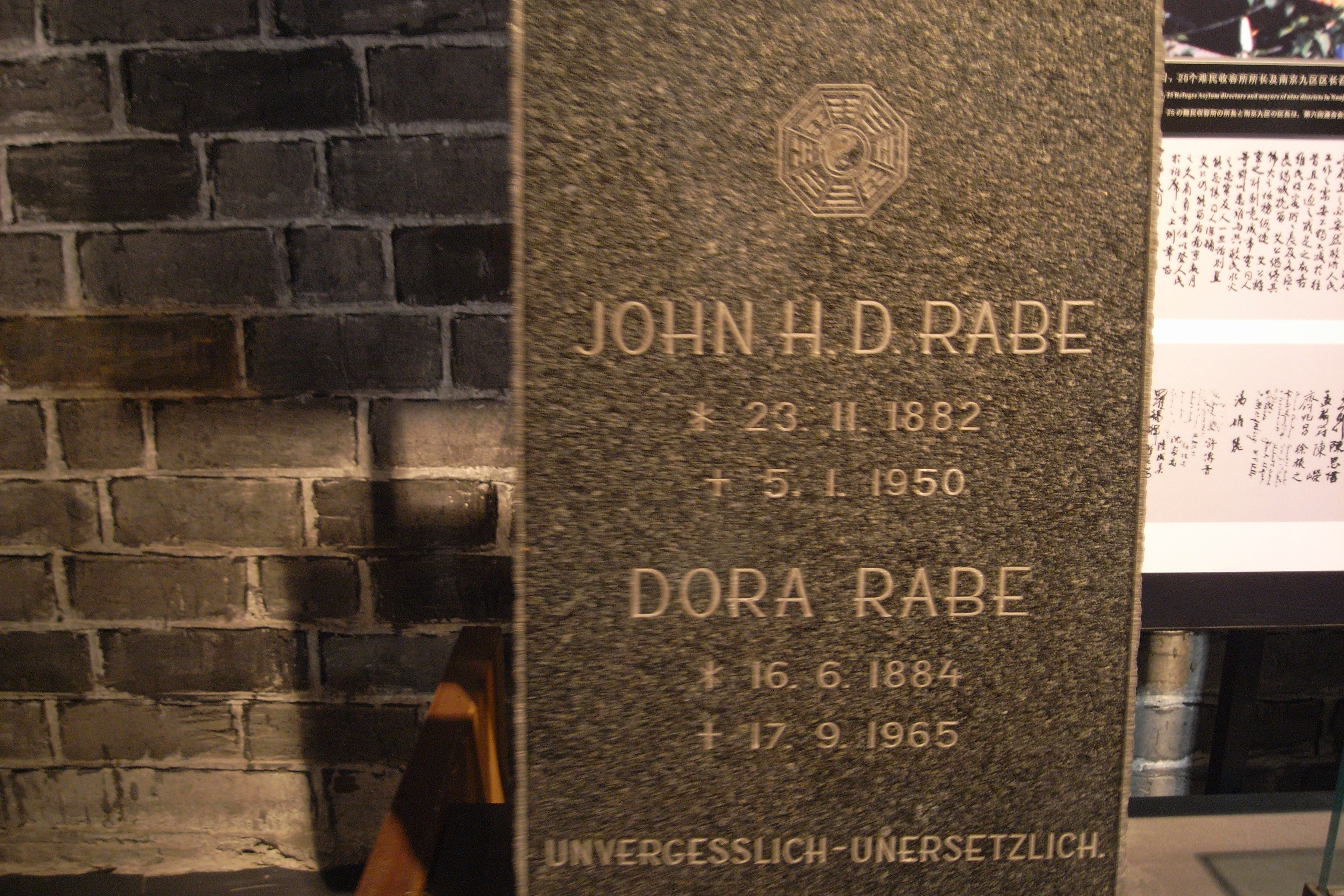
John Rabes (erster) Grabstein im Museum in Nanjing

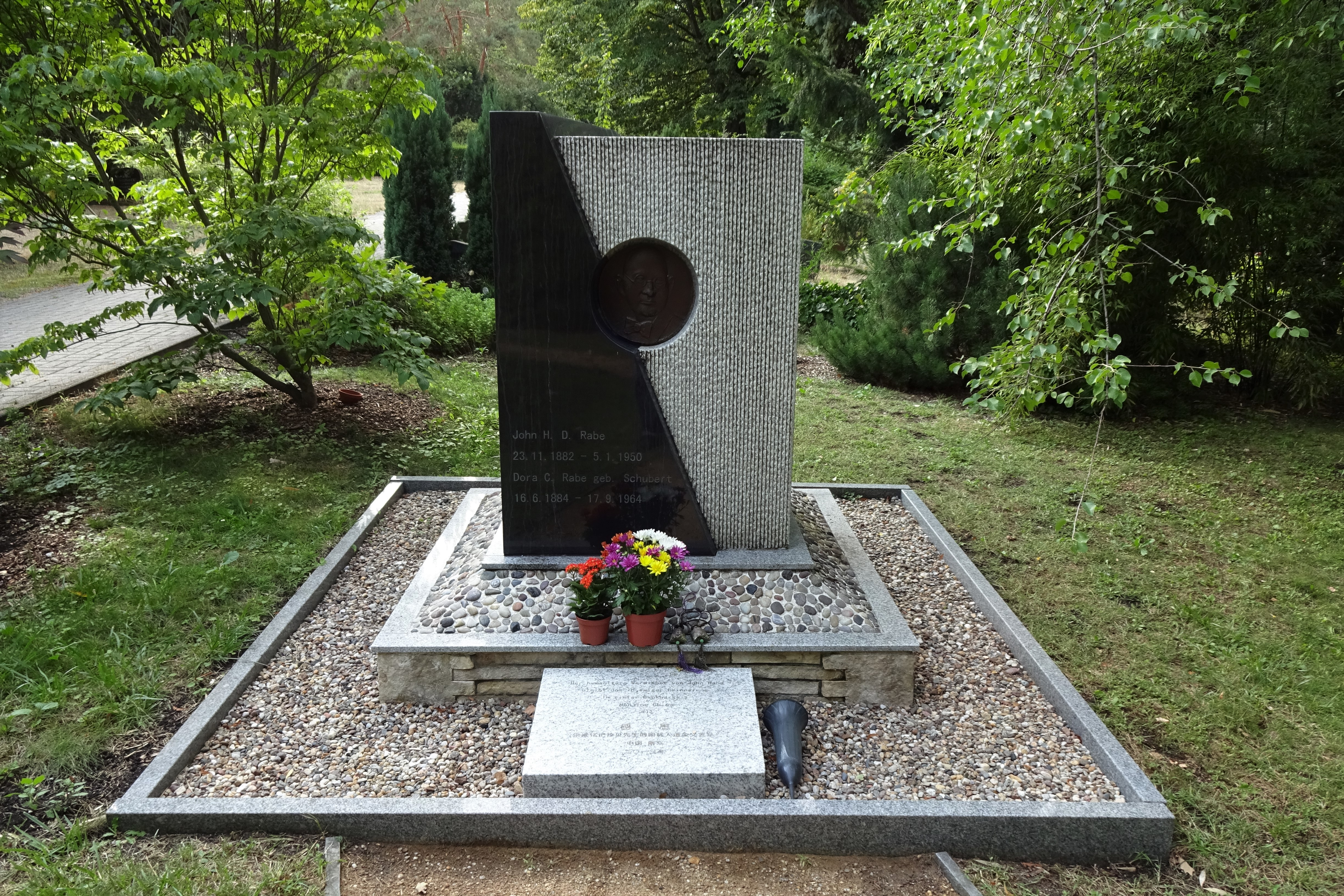
Das 2013 neuerrichtete Grab auf dem Kaiser-Wilhelm-Gedächtnis-Friedhof, seit 2018 Ehrengrab des Landes Berlin; auf einer beiliegenden Gedenkplatte dankt die Stadt Nanjing

Nachdem Rabe im Februar 1938 Nanjing auf Anordnung von Siemens China Co. verlassen hatte, versuchte er in Berlin durch Vorträge auf die japanischen Kriegsverbrechen aufmerksam zu machen. Ein Bericht an Adolf Hitler, mit dem Rabe diesen überzeugen wollte, auf die Japaner mäßigend einzuwirken und sie von weiteren Gräueltaten abzuhalten, führte zur kurzzeitigen Verhaftung Rabes durch die Gestapo. Dabei wurden Filmaufnahmen des Massakers von Nanjing beschlagnahmt, die der US-amerikanische Missionar John Magee aufgenommen hatte. Rabe durfte zwar seine Tagebücher über den Krieg in Nanjing behalten, allerdings wurden ihm weitere Vorträge und Veröffentlichungen untersagt.
Die Lebensumstände im Berlin der Kriegs- und Nachkriegsjahre und ein schon lange bestehender Diabetes mellitus machten Rabe gesundheitlich schwer zu schaffen. In den Jahren 1945 bis 1946 lebte er mit seiner Familie in Berlin unter extrem schwierigen wirtschaftlichen Umständen, da er vor seiner Entnazifizierung nicht wieder bei Siemens beschäftigt werden konnte. Rabes Gesuch auf Entnazifizierung wurde zunächst von den Briten zurückgewiesen, da er Mitglied der NSDAP gewesen war, sich zumindest während einer Versammlung als Nationalsozialist bezeichnet hatte und außerdem den NSDAP-Ortsgruppenführer in Nanjing kurzfristig vertreten hatte. Erst in der Berufungsinstanz wurde Rabe schließlich 1946 aufgrund seiner humanitären Tätigkeit in Nanjing entnazifiziert und konnte wieder für Siemens arbeiten – allerdings nur als Übersetzer, da er fünf Sprachen sprach, darunter Hochchinesisch, Kantonesisch, Japanisch sowie Englisch. Eine verantwortungsvollere Position wurde ihm nicht mehr übertragen.
John Rabe starb verarmt am 5. Januar 1950 in Berlin an den Folgen eines Schlaganfalls und wurde auf dem Kaiser-Wilhelm-Gedächtnis-Friedhof in Berlin-Charlottenburg beigesetzt. Die Stadt Nanjing schenkte Berlin eine Bronzebüste mit Sockel, die vom Sommer 2010 bis zum Oktober 2011 auf Rabes Grab aufgestellt war. Am 11. Dezember 2013 wurde auf Rabes Grab ein neu geschaffenes Monument aus China eingeweiht.

## Wirkung und Ehrungen
Im Dezember 1996 wurde Rabes umfangreiches Tagebuch über das Massaker von Nanjing auf einer Pressekonferenz in New York von Rabes Enkelin Ursula Reinhardt der internationalen Öffentlichkeit vorgestellt. Das Tagebuch wurde von Historikern umgehend als eine herausragende historische Quelle eingestuft und Rabe aufgrund seiner humanitären Leistungen als „Oskar Schindler Chinas“ bezeichnet. Das Tagebuch erschien 1997 in Auszügen in Deutschland, China, Japan und den USA. Die New York Times titelte: „Der gute Nazi“.

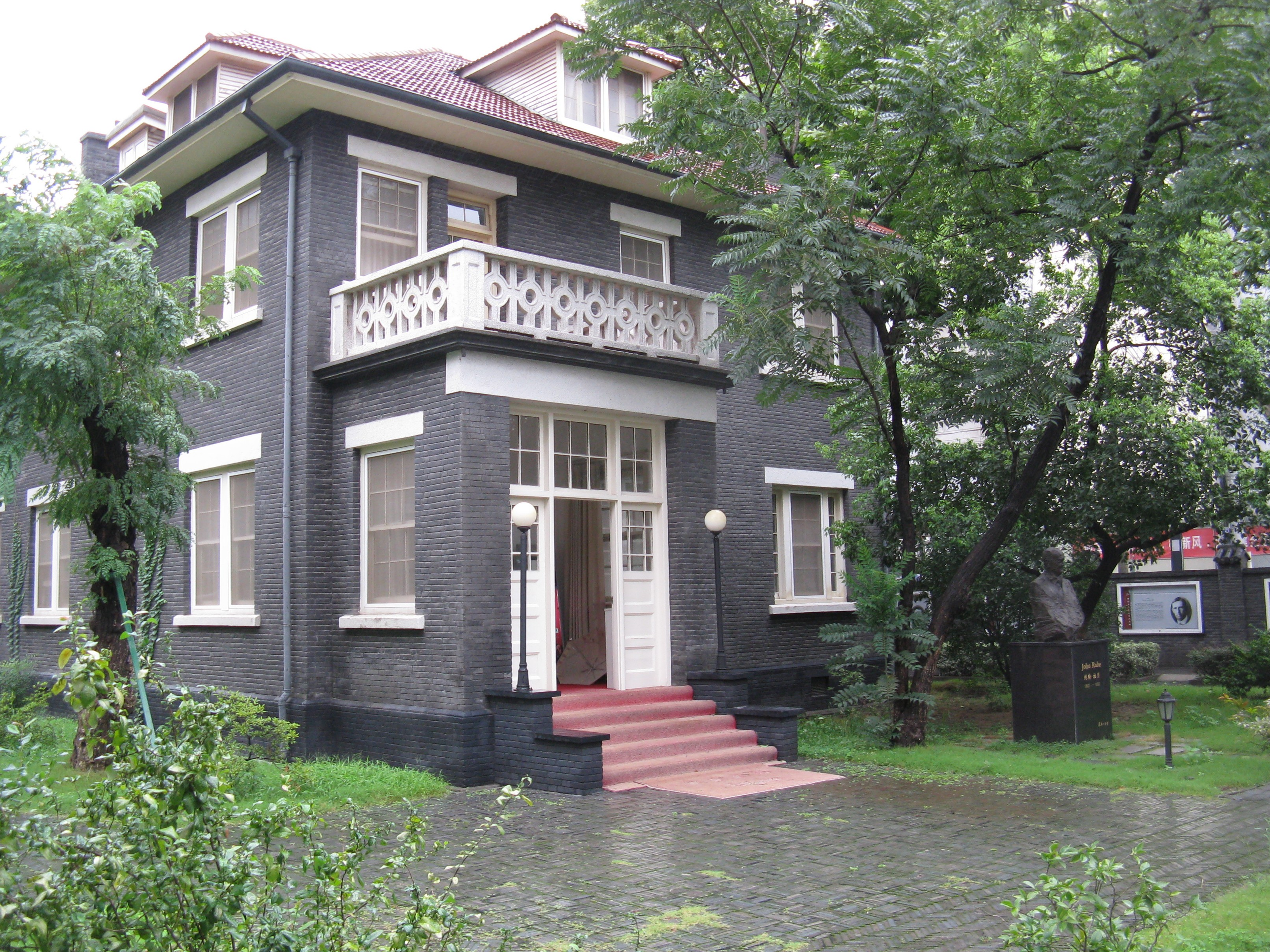
John-Rabe-Haus in Nanking

1997 wurde Rabes Grabstein von den Chinesen in die Gedenkstätte von Nanjing überführt. Während eines China-Besuchs 2003 wurde das John-Rabe-Haus in Nanking durch Bundespräsident Johannes Rau auch von deutscher Seite offiziell gewürdigt. Rau legte an einer Büste von Rabe im Innenhof der Firma Siemens Numerical Control in Nanjing ein Blumengebinde nieder.
Der ehemalige Wohnsitz von John Rabe in Nanjing wurde, entsprechend einer 2005 unterzeichneten Vereinbarung zwischen der Universität Nanjing und dem deutschen Generalkonsulat in Shanghai, renoviert. Mit Unterstützung von Siemens in China, der Bosch Siemens Haushaltsgeräte (BSH) in China, dem deutschen Generalkonsulat in Shanghai und der Nanjing-Universität wurden 2,25 Millionen Yuan (ca. 250.000 Euro) zur Verfügung gestellt, um den Wohnsitz zu renovieren und eine Gedenkhalle für John Rabe und die internationale Sicherheitszone bzw. das Rabe-Forschungszentrum für die Friedens- und Konfliktlösung zu errichten. Seit Dezember 2006 ist die renovierte Gedenkstätte zu besichtigen.
In Heidelberg eröffnete Thomas Rabe, ein Enkel von John Rabe, das John Rabe Kommunikationszentrum e. V. Das Zentrum ist wie das John-Rabe-Haus in Nanking ein Friedensinstitut, das einen kleinen Beitrag zur Völkerverständigung leisten soll. Thomas Rabe setzt sich im Rahmen der Völkerverständigung zwischen China und Japan als Friedensidee für eine Städtepartnerschaft zwischen Nanjing/China und Hiroshima/Japan ein. Im Garten des Hauses steht eine Bronzebüste von John Rabe, die 2005 von chinesischen Studenten in Deutschland gestiftet wurde. Diese wurde am 13. August 2005 als Denkmal enthüllt, u. a. in Anwesenheit des Schriftstellers Erwin Wickert (John Rabe. Der gute Deutsche von Nanking. DVA, 1997).
Im Herbst 2007 begann unter der Regie von Oscar-Preisträger Florian Gallenberger in Shanghai die Verfilmung von Rabes Leben mit Ulrich Tukur in der Hauptrolle. Der Film wurde auf der Berlinale 2009 uraufgeführt.
Im Jahr 2009 haben 56 Millionen Internetnutzer von Radio China International, CRI, die „Top Ten International Friends“ Chinas, die aus dem Ausland stammten, für den Zeitraum der vergangenen 100 Jahre gewählt. Rabe steht auf Platz 2 dieser Liste, nach dem kanadischen Arzt Norman Bethune. Eine feierliche Zeremonie dazu fand am 8. Dezember 2009 in Gegenwart eines Vertreters der chinesischen Regierung, Jia Qinglin aus Beijing, der für die Politische Konsultativkonferenz des chinesischen Volkes als Vorsitzender arbeitet, statt.
Am 23. November 2012, anlässlich des 130. Geburtstages von John Rabe sowie des 75. Jahrestages der Gründung der Schutzzone von Nanjing am Vortag, wurden in Nanjing, Berlin und Hamburg identische John-Rabe-Gedenktafeln in feierlichem Rahmen enthüllt. Bei den Gedenkzeremonien in China und Deutschland waren Vertreter der Firma Siemens und Repräsentanten der Botschaft bzw. des Generalkonsulates zugegen.
Die Gedenktafel in Nanjing befindet sich im Foyer des John-Rabe-Hauses in der Xiaofenqiao Nr. 1. In Berlin wurde die Gedenktafel bei Rabes letzter Wohnadresse platziert, in der Harriesstraße 3 im Stadtteil Siemensstadt. Die Tafel in Rabes Geburtsstadt Hamburg findet sich im Eingangsbereich der Siemens-Niederlassung am Lindenplatz 2.
Die drei Edelstahltafeln würdigen 40 Jahre diplomatische Beziehungen zwischen der Volksrepublik China und der Bundesrepublik Deutschland im Jahr 2012 und den 75. Jahrestag der Gründung der Sicherheitszone von Nanjing 2012. Sie sind in den Maßen 40 cm × 75 cm ausgeführt.
Auf Beschluss des Berliner Senats ist das Grab von John Rabe auf dem Kaiser-Wilhelm-Gedächtnis-Friedhof (Feld BWB 2.5/6) seit 2018 als Ehrengrab des Landes Berlin gewidmet. Die Widmung gilt für die übliche Frist von zwanzig Jahren, kann danach aber verlängert werden.

## Film
- Nanking 1937 – Tagebuch eines Massakers. Die Geschichte des Hamburgers John Rabe. Dokumentarfilm von Raymond Ley, Deutschland 2007, NDR, 52 Min.
- Nanking, amerikanischer Dokumentarfilm von Bill Guttentag und Dan Sturman, USA 2007. John Rabe wird von Jürgen Prochnow gespielt.
- John Rabe. Drama, Regie Florian Gallenberger, Deutschland/Frankreich/China 2009, 134 Min. Verleih: Majestic (Fox).
- City of Life and Death – Das Nanjing Massaker (oder: Nanking, Nanking), Regie Lu Chuan, China 2009, 130 Min.